# Midas

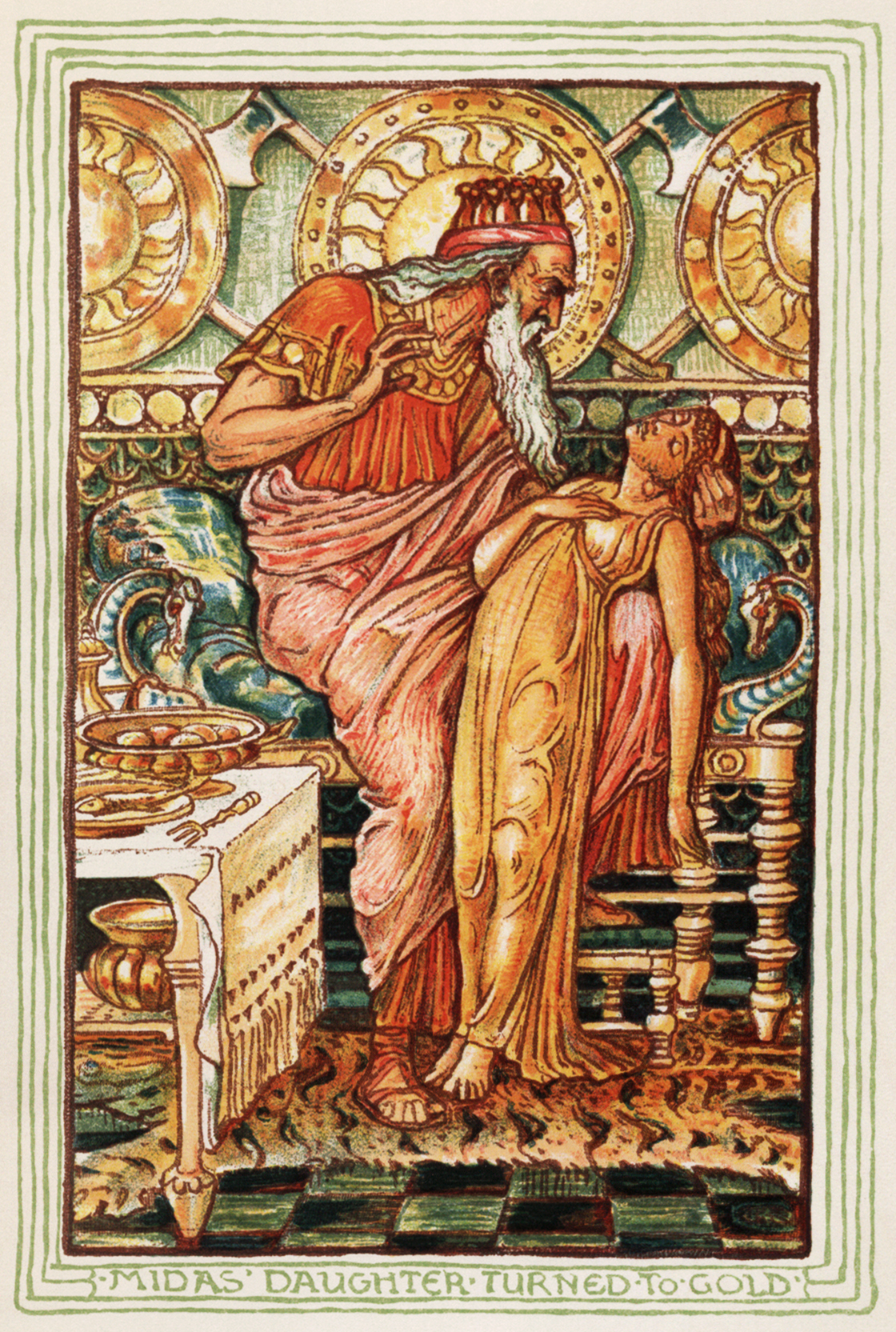
En la versión del mito de Midas de Nathaniel Hawthorne, la hija del rey se convierte en una estatua de oro cuando la toca. Ilustración de Walter Crane para la edición de 1893.

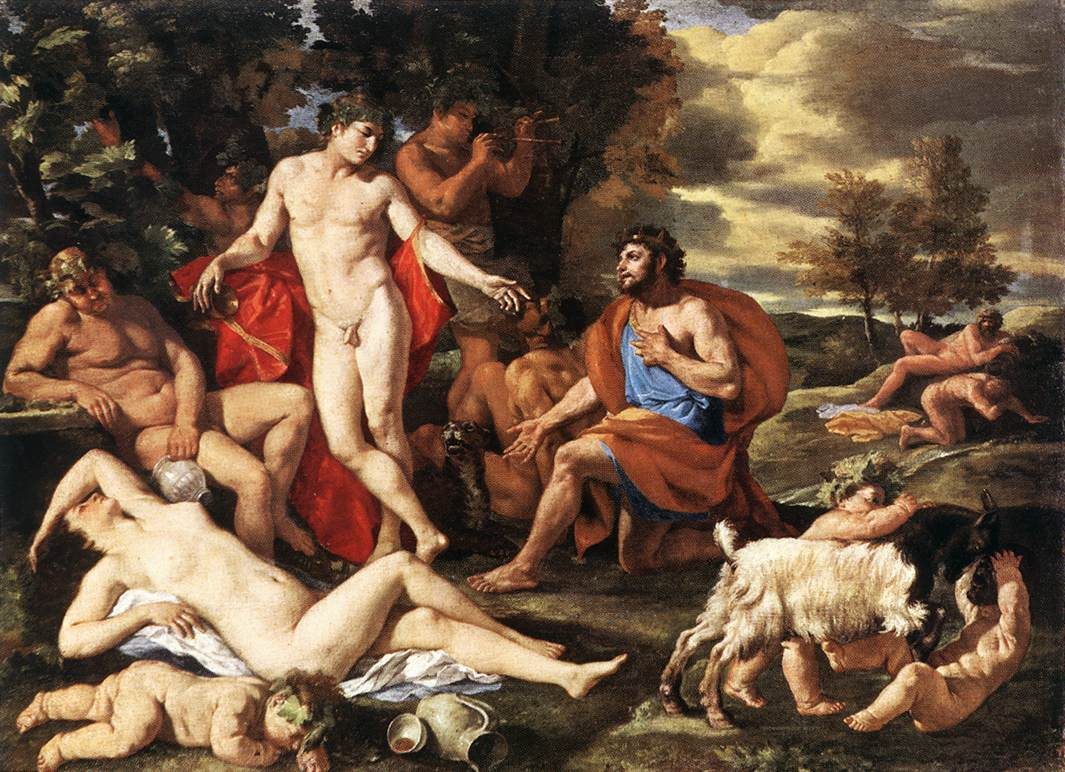
Midas ante Baco, cuadro del clasicista francés Poussin, representando el momento final en el que Midas agradece a Dioniso que le haya liberado del don.

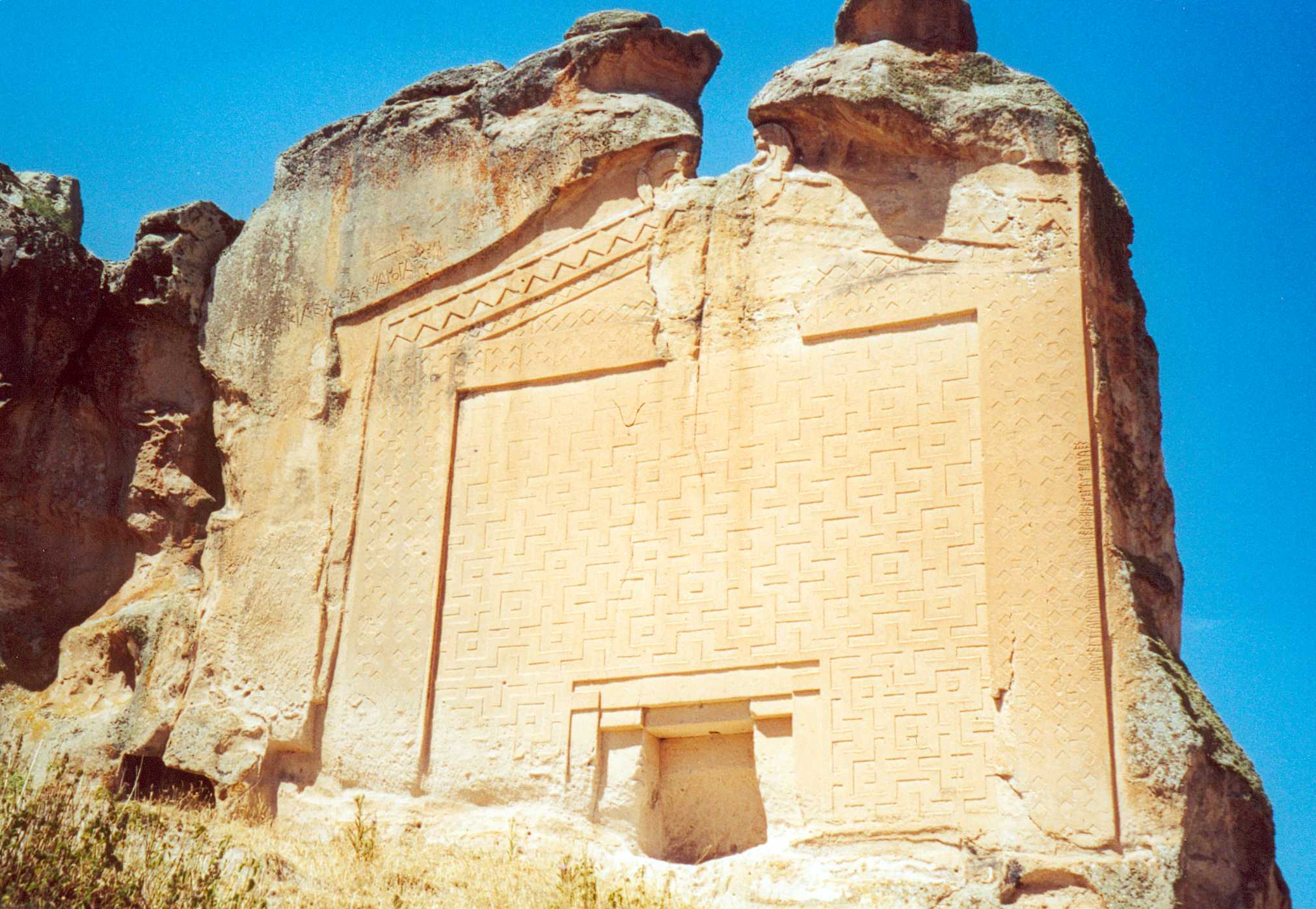
Monumento de Midas, una tumba frigia excavada en la roca con una epigrafía en alfabeto frigio dedicada a Midas (c. 700 a. C.).

Midas (en griego Μίδας, llamado Mita en fuentes asirias) fue un rey de Frigia que gobernó en la segunda mitad del siglo VIII a. C. aproximadamente entre el 740 a. C. y el 696 a. C. De acuerdo con la mitología griega, el monarca tenía la maldición de convertir en oro todo lo que tocara. Midas es descrito como hijo de Gordias pero otros opinan que es hijo de la diosa Madre —Cíbele— y de Tmolo.

## Reinado
Casado con una griega, Midas fue el primer rey extranjero que mandó un regalo al santuario de Delfos. Probablemente, fue durante su reinado cuando Frigia adoptó el alfabeto griego.
El reinado de Midas supone la mayor época de esplendor de Frigia, que se expandió al oriente, hasta la frontera con el reino de Urartu, ocupando una extensa zona de Asia Menor. Mantuvo relaciones comerciales con Asiria y Urartu, alcanzando el rey una riqueza extraordinaria, que llamó la atención de los griegos, quienes le dedicaron un espacio en la mitología.
Contemporáneo de los reyes asirios Tiglath-Pileser III, Salmanasar V, y Sargón II, durante muchos años instigó levantamientos de los principados de Asia Menor contra Asiria, apoyando a Hama, Karkemish, Tabal, Gurgum, Kummukhu y Meliddu, hasta que finalmente fue atacado por Sargón II. Temeroso del poder del asirio, Midas le envió una embajada, declarándose vasallo.
Después de los conflictos con el rey asirio Sargón II, sufrió invasiones de los cimerios, que destruyeron la capital Gordio. Según la tradición, Midas se suicidó y así terminó el corto período hegemónico de Frigia.

## El mito

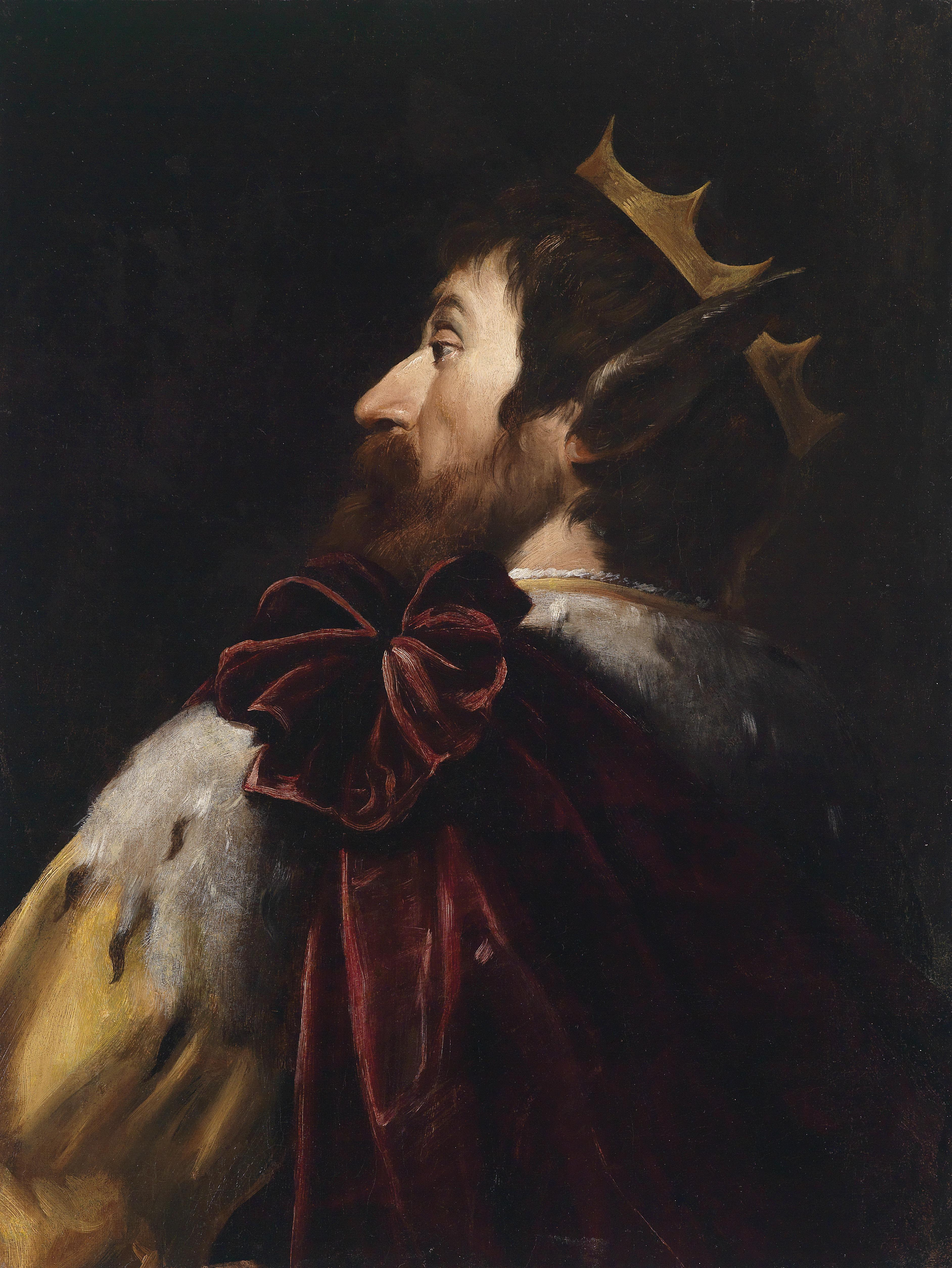
El rey Midas, por Andrea Vaccaro, 1670.

### Familia
En la mitología griega Midas era rey de Frigia y siempre es referido como hijo de Gordias, aunque no se menciona la consorte. Plutarco refiere que los griegos creían que la madre de Midas era Ginecea, uno de los nombres de la Rea anatolia (Cíbele), como diosa tutelar de las mujeres, pero en este contexto no se menciona a su padre. Otros más dicen que los padres de Midas fueron la diosa Madre — de nuevo Cíbele— y Tmolo. Midas engendró, aunque no se especifica la consorte, dos hijos. Uno de ellos, Ancuro, se sacrificó para salvar la ciudad de Celenas de una gran grieta. Otros de sus hijos, Litierses, era el cosechador por excelencia, pero por su villanía fue muerto a manos de Heracles. Otra tradición diferente dice que Adrasto era hijo de Gordias y este a su vez lo era de Midas. Al menos dos fuentes nos hablan de la esposa de Midas, a la que refieren como Hermódice o Demódice, hija de un tal Agamenón de Cime, ubicada en Eólida. Fuera de los textos clásicos se dice que la hija de Midas se llamaba Zoe o «Caléndula» y que esta se convirtió en oro al intentar consolar a su padre con un abrazo.

### Higino
Se dice que el rey migdonio Midas fue nombrado como juez durante la competición de flauta entre Apolo y Marsias o bien con Pan. Cuando Tmolo le concedió la victoria a Apolo, Midas alegó que debería haber ganado Marsias. Entonces Apolo, indignado, le dijo: «Tendrás orejas que se adecuarán a la forma de pensar que demostraste durante tu veredicto», y debido a estas palabras Midas fue condenado a tener orejas de asno.  Cuando el Padre Líbero (Dioniso) estaba conduciendo su ejército hacia la India, Sileno se extravió. Midas lo entretuvo de manera magnánima, y además lo condujo de nuevo hacia la comitiva de Líbero. Debido a este favor el Padre Líbero le concedió a Midas el privilegio de cumplirle cualquier cosa que éste pudiera desear. Midas pidió que todo aquello que tocase se transformase en oro. Una vez que le hubo concedido el deseo,  regresó a su palacio, y entonces se dio cuenta de que todo lo que tocaba se convertía en oro. Como empezaba a ser atormentado por el hambre, suplicó a Líbero para que éste le retirase su don. Líbero le aconsejó bañarse en las aguas del río Pactolo, y cuando el cuerpo de Midas tocó las aguas, éstas se volvieron de un color dorado. El río de Lidia es ahora llamado «Crisórroas».